# Diecezja Chimoio
Diecezja Chimoio (łac. Diœcesis Cimoiana) – diecezja rzymskokatolicka w Mozambiku. Powstała 19 listopada 1990.

## Główne świątynie
- Katedra: Katedra Maryi Niepokalanej w Chimoio

## Biskupi diecezjalni
- Francisco João Silota MAfr. (1990–2017)
- João Carlos Hatoa Nunes (2017–2022)